# Carbonera (otok)
Carbonera [karbonèra] je otok v Beneški laguni v Jadranskem morju. Upravno spada pod italijansko deželo Benečija (pokrajina Benetke).
V 18. stoletju je Beneška republika zgradila na njem utrdbo, eno od osmih v laguni. Po zatonu Beneške republike je otok prišel v last najprej Avstrijcem, nato Italijanom, ki so na njem opremili radio-telegrafsko postajo. Po drugi svetovni vojni so otok odkupili privatniki, ki so na njem sezidali manjšo vilo in ga kmalu prodali nemškemu magnatu. Ta je dal zgradbe povečati in bogato opremiti; sezidal je celo bazen in manjše pristanišče. Toda po njegovi smrti je bil otok zapuščen, zgradbe so razpadle in bazen je postal odlagališče potopljenih in zavrženih čolnov.